# Island Copper Mine
«Айленд коппер майн» (англ. Island Copper Mine) — одне з найбільших наприкінці XX ст. підприємств Канади з видобутку і збагачення молібденових руд компанії Utah International Inc.
Розташоване в провінції Британська Колумбія на о. Ванкувер. Включає кар’єр, збагачувальну фабрику. Мідно-молібденове родовище штокверкового типу, розробляється з 1971 р. Запаси руди бл. 250 млн т з вмістом у руді Cu 0,52 % і Мо 0,017 %.